# Sotteville
Sotteville ist eine französische Gemeinde mit 483 Einwohnern (Stand 1. Januar 2022) im Département Manche in der Region Normandie. Sie gehört zum Arrondissement Cherbourg und zum Kanton Les Pieux. 
Sie grenzt im Nordwesten an Helleville und Teurthéville-Hague, im Norden an Saint-Christophe-du-Foc, im Osten an Bricquebosq, im Süden an Grosville und im Westen an Benoîtville.

## Bevölkerungsentwicklung
| Jahr      | 1962 | 1968 | 1975 | 1982 | 1990 | 1999 | 2008 | 2018 |
| --------- | ---- | ---- | ---- | ---- | ---- | ---- | ---- | ---- |
| Einwohner | 279  | 265  | 219  | 279  | 312  | 347  | 414  | 465  |

## Sehenswürdigkeiten
- Schloss von Sotteville, Monument historique seit 1964
- Kirche Saint-Pierre

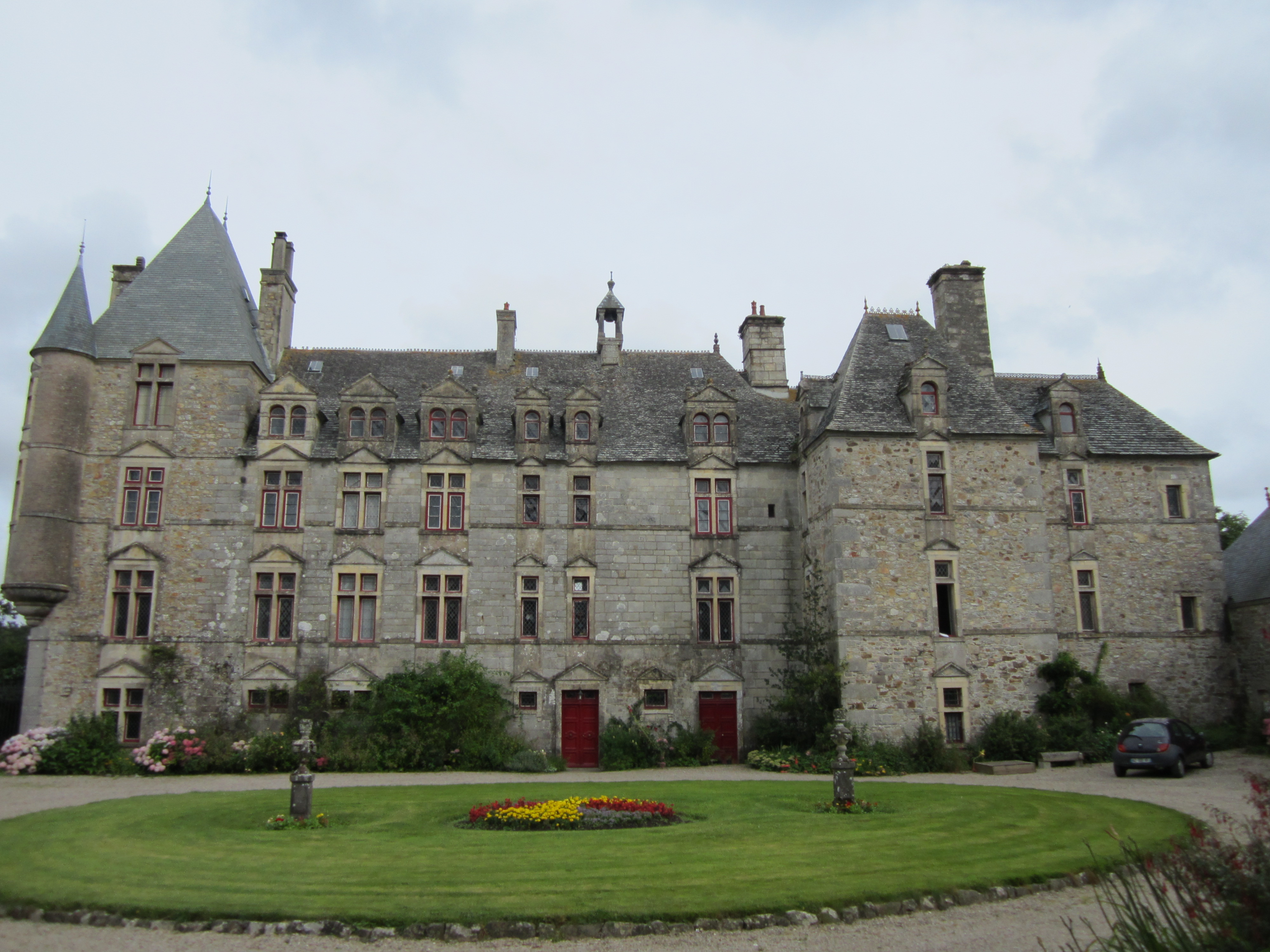
Das Schloss von Sotteville
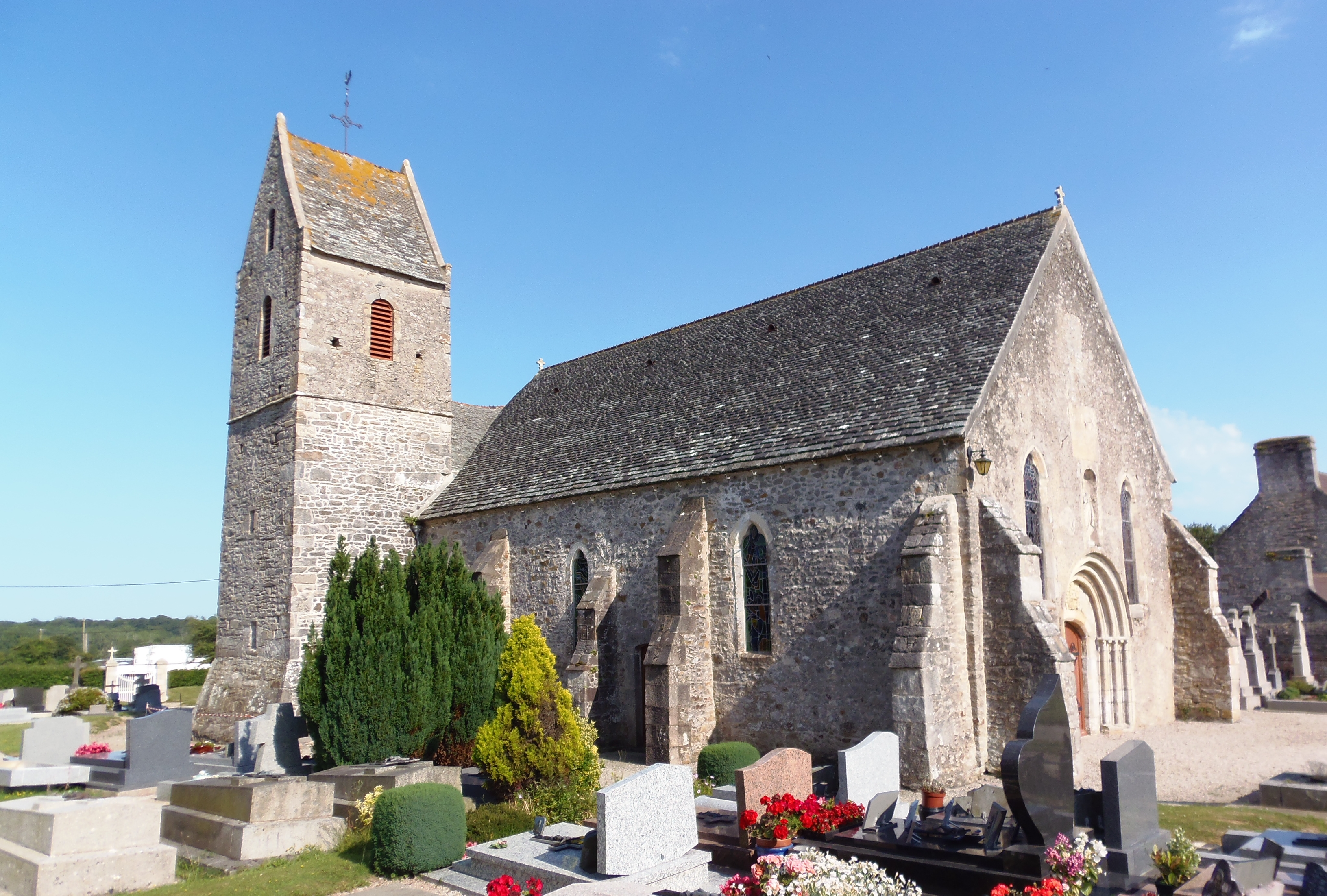
Kirche Saint-Pierre